# Marcos Maidana
Marcos Maidana (Margarita, 17 luglio 1983) è un ex pugile argentino.
Ha tenuto titoli del mondo in due classi di peso, tra cui il titolo WBA (Regular) dei pesi superleggeri dal 2011 al 2012 e il titolo WBA dei pesi welter dal 2013 al 2014. Soprannominato 'el chino' per i suoi tratti orientali, incontrista versatile sul ring, Maidana era noto per le sue formidabili capacità di incassatore, e non è mai stato messo ko in nessuna delle sue cinque sconfitte.

## Carriera

### Maidana vs. Mayweather Jr.
Nel febbraio 2014, nonostante l'interesse per un incontro contro Amir Khan, Floyd Mayweather Jr. annunciò che avrebbe combattuto contro Maidana il 3 maggio 2014, in un incontro di unificazione alla MGM Grand Garden Arena, con in palio i titoli WBC e The Ring dei pesi welter, come così come il titolo WBA (Super) dei pesi welter di Maidana. Maidana vinse il titolo WBA nel dicembre 2013 contro il protetto Mayweather, Adrien Broner. Mayweather ha twittato la notizia il giorno dopo il suo 37º compleanno. Anche il Barclays Center di Brooklyn ha presentato un caso per ospitare l'incontro. Mayweather ha spiegato perché ha scelto Maidana, "L'ultima esibizione di Marcos Maidana lo ha immediatamente portato alla mia attenzione. È un combattente estremamente abile che porta il pericolo del KO nel ring. Penso che questa sia una grande lotta per me e merita l'opportunità di vedere se può fare ciò che altri 45 hanno cercato di fare prima di lui: battermi".
Di fronte a una folla tutto esaurito di 16.268, in quello che è stato uno dei suoi combattimenti più duri, Mayweather ha vinto l'incontro con decisione a maggioranza, con i punteggi di 114-114, 117-111 e 116-112. Maidana è uscito aggressivo e ha mantenuto quella posizione per tutta la lotta costringendo Mayweather a impegnarsi. CompuBox ha rivelato che Mayweather è stato colpito più volte di tutti i suoi precedenti 38 incontri che sono stati coperti da loro. Mayweather ha messo a segno 230 dei suoi 426 pugni lanciati (54%) mentre Maidana ha messo a segno 221 di 858 (26%). Molte volte nella lotta Maidana ha lanciato colpi da diverse angolazioni, costringendo Mayweather alle corde. Secondo Mayweather nell'intervista post combattimento, l'approccio aggressivo di Maidana gli ha fatto cambiare il suo stile di combattimento.
A Maidana è stata garantita una borsa di $ 1,5 milioni, che includerebbe anche le entrate televisive della sua nativa Argentina e la quota di PPV. Mayweather ha guadagnato un minimo di $ 32 milioni. C'erano chiamate per una rivincita immediata. Mayweather ha detto: "Ha fatto pressione su di me ed è allora che ho deciso di combattere in modo diverso", ha detto Mayweather. "Sono rimasto lì e l'ho combattuto. È un buon combattente, non gli tolgo nulla [...] Questa è stata una lotta dura e competitiva. Questo è ciò che i fan vogliono vedere. "Voglio dare ai fan una lotta emozionante. Normalmente, box e mi muovo. Stasera, ho regalato ai fan una lotta emozionante." Maidana sentiva di aver vinto la lotta, credendo di aver dato a Mayweather la sua battaglia più dura di sempre. Parlando attraverso un traduttore, ha detto: "Penso decisamente di aver vinto. Floyd non era mai stato colpito da un uomo prima. Ho dovuto cambiare i guanti [dopo un problema dell'ultimo minuto con i suoi guanti originali venerdì] e gli ho comunque dato una grande lotta."
La lotta ha generato circa 900.000 spettatori anche se le cifre esatte non sono state rilasciate da Showtime. Il fatturato della vendita di PPV è stato di 58 milioni di dollari.

### Maidana vs. Mayweather Jr. II
Il 10 luglio 2014, Mayweather ha annunciato che era stata confermata una rivincita con Maidana (35-4, 31 KO). La lotta doveva svolgersi il 13 settembre 2014, all'MGM Grand Garden Arena, con in palio i titoli WBA (Super), WBC e The Ring dei pesi welter di Mayweather, nonché il titolo WBC dei pesi medi leggeri di Mayweather. La lotta è stata annunciata come "Mayhem".
Di fronte a 16.144 all'MGM Grand, Mayweather ha sconfitto Maidana per decisione unanime. A differenza del primo combattimento, Mayweather è uscito meglio preparato per lo stile di Maidana. I punteggi dei giudici finali sono stati 115-112, 116-111 e 116-111. ESPN ha segnato un punteggio più ampio per Mayweather a 119-108. Nonostante un momento alla fine del terzo round in cui Maidana ha scosso Floyd, Mayweather non ha permesso a Maidana di atterrare con il destro, con le statistiche del pugno che mostrano Maidana che collega 128 su 572 colpi (22%). Mayweather aveva una percentuale di connessione del 51% che atterrava 166 su 326.
Un momento bizzarro si è verificato nel round 8, mentre in una presa alla testa, Maidana sembrava aver morso la mano sinistra di Mayweather. Mayweather ha spiegato questo nel post combattimento: "Non sapevo cosa fosse. È successo qualcosa e poi le mie dita erano insensibili. Dopo l'ottavo round le mie dita erano intorpidite. Potevo solo usare l'altra mano. Mi ha morso. Ho capito mi ha morso. Eravamo aggrovigliati in mezzo al ring e all'improvviso ho sentito qualcosa alla mia mano sinistra". Maidana ha negato il morso, "Forse pensa che io sia un cane, ma non l'ho mai morso. Mi stava sfregando gli occhi in quel modo. Potrebbe aver avuto il suo guanto nella mia bocca, ma non l'ho mai morso". Dopo il round 9, Maidana sembrava confuso mentre iniziava a camminare verso l'angolo sbagliato. Mayweather corse immediatamente verso di lui per indicare il suo angolo, con grande divertimento della folla. Maidana era scontento del verdetto finale e pensava di aver vinto il combattimento, "Se i giudici vogliono dare il combattimento a combattenti che corrono, possono darglielo. Stavo attaccando tutto il tempo. Forse mi sbaglio, ma io pensavo di essere l'aggressore. Ho mantenuto il mio piano per essere aggressivo, ma ha continuato a tenere e spingere. Non voglio perdere tempo con un terzo incontro. Mi sono allenato con tutto il mio cuore per ottenere questo tipo di risultato. Questo è non è giusto. Non c'è motivo per un'altra lotta." Per il sequel, Mayweather ha guadagnato un minimo di $ 32 milioni e Maidana ha guadagnato $ 3 milioni in carriera.
La lotta ha funzionato bene su PPV, secondo quanto riferito, 925.000 famiglie hanno acquistato la lotta, generando $ 60 milioni. Il live gate ha incassato quasi $ 15 milioni, posizionandosi al numero 5 tra i primi 35 cancelli di boxe.

## Record professionale
| No. | Risultato | Record | Avversario                  | Metodo | Data              | Round  | Luogo                              | Note                                                                                                   |
| --- | --------- | ------ | --------------------------- | ------ | ----------------- | ------ | ---------------------------------- | --- |
| 40  | Sconfitta | 35–5   | Floyd Mayweather Jr.        | UD     | 13 Settembre 2014 | 12     | Paradise, Stati Uniti d'America    | Per il titolo WBA (Unificato), WBC e The Ring dei pesi welter. Per il titolo WBC dei pesi superwelter. |
| 39  | Sconfitta | 35–4   | Floyd Mayweather Jr.        | MD     | 3 Maggio 2014     | 12     | Paradise, Stati Uniti d'America    | Perde il titolo WBA dei pesi welter. Per il titolo WBC e The Ring dei pesi welter.                     |
| 38  | Vittoria  | 35–3   | Adrien Broner               | UD     | 14 Dicembre 2013  | 12     | San Antonio, Stati Uniti d'America | Vince il titolo WBA dei pesi welter.                                                                   |
| 37  | Vittoria  | 34–3   | Josesito López              | TKO    | 8 Giugno 2013     | 6 (12) | Carson, Stati Uniti d'America      | Mantiene il titolo WBA Intercontinental dei pesi welter.                                               |
| 36  | Vittoria  | 33–3   | Martín Ángel Martínez       | KO     | 12 Dicembre 2012  | 3 (12) | Buenos Aires, Argentina            | Vince il vacante titolo WBA Intercontinental dei pesi welter.                                          |
| 35  | Vittoria  | 32–3   | Jesús Soto Karass           | TKO    | 15 Settembre 2012 | 8 (12) | Paradise, Stati Uniti d'America    | Vince il vacante titolo WBA International dei pesi welter.                                             |
| 34  | Sconfitta | 31–3   | Devon Alexander             | UD     | 25 Febbraio 2012  | 10     | Saint Louis, Stati Uniti d'America | |
| 33  | Vittoria  | 31–2   | Petr Petrov                 | KO     | 23 Settembre 2011 | 4 (12) | Villa Ballester, Argentina         | Mantiene il titolo WBA (Regular) dei pesi superleggeri.                                                |
| 32  | Vittoria  | 30–2   | Érik Morales                | MD     | 9 Aprile 2011     | 12     | Paradise, Stati Uniti d'America    | Vince il vacante titolo WBA interim dei pesi superleggeri.                                             |
| 31  | Sconfitta | 29–2   | Amir Khan                   | UD     | 11 Dicembre 2010  | 12     | Paradise, Stati Uniti d'America    | Per il titolo WBA dei pesi superleggeri.                                                               |
| 30  | Vittoria  | 29–1   | DeMarcus Corley             | UD     | 28 Agosto 2010    | 12     | Buenos Aires, Argentina            | Mantiene il titolo WBA interim dei pesi superleggeri.                                                  |
| 29  | Vittoria  | 28–1   | Victor Cayo                 | KO     | 27 Marzo 2010     | 6 (12) | Paradise, Stati Uniti d'America    | Mantiene il titolo WBA interim dei pesi superleggeri.                                                  |
| 28  | Vittoria  | 27–1   | William Gonzalez            | KO     | 21 Novembre 2009  | 3 (12) | Sunchales, Argentina               | Mantiene il titolo WBA interim dei pesi superleggeri.                                                  |
| 27  | Vittoria  | 26–1   | Victor Ortiz                | TKO    | 27 Giugno 2009    | 6 (12) | Los Angeles, Stati Uniti d'America | Vince il titolo WBA interim dei pesi superleggeri.                                                     |
| 26  | Sconfitta | 25–1   | Andrij Kotel'nyk            | SD     | 7 Febbraio 2009   | 12     | Rostock, Germania                  | Per il titolo WBA dei pesi superleggeri.                                                               |
| 25  | Vittoria  | 25–0   | Silverio Ortiz              | KO     | 1 Novembre 2008   | 2 (8)  | Oberhausen, Germania               | |
| 24  | Vittoria  | 24–0   | Juan Carlos Rodriguez       | KO     | 29 Agosto 2008    | 7 (10) | Düsseldorf, Germania               | |
| 23  | Vittoria  | 23–0   | Esmeraldo José Da Silva     | TKO    | 11 Luglio 2008    | 2 (10) | Sunchales, Argentina               | |
| 22  | Vittoria  | 22–0   | Arturo Morua                | TKO    | 19 Aprile 2008    | 3 (10) | Magdeburgo, Germania               | |
| 21  | Vittoria  | 21–0   | Manuel Garnica              | KO     | 7 Dicembre 2007   | 8 (10) | Amburgo, Germania                  | |
| 20  | Vittoria  | 20–0   | Jairo Moura dos Santos      | TKO    | 16 Agosto 2007    | 2 (8)  | Panama, Panama                     | |
| 19  | Vittoria  | 19–0   | Laszlo Komjathi             | TKO    | 30 Giugno 2007    | 3 (8)  | Stoccarda, Germania                | |
| 18  | Vittoria  | 18–0   | Miguel Callist              | TKO    | 22 Dicembre 2006  | 3 (12) | Buenos Aires, Argentina            | Vince il titolo WBA Fedelatin dei pesi superleggeri.                                                   |
| 17  | Vittoria  | 17–0   | José Herley Zúñiga Montaño  | KO     | 23 Settembre 2006 | 1 (10) | Santa Fe, Argentina                | |
| 16  | Vittoria  | 16–0   | Ariel Gerardo Aparicio      | TKO    | 15 Luglio 2006    | 1 (10) | Tortuguitas, Argentina             | |
| 15  | Vittoria  | 15–0   | Luis Gustavo Sosa           | KO     | 20 Maggio 2006    | 1 (10) | Santa Fe, Argentina                | |
| 14  | Vittoria  | 14–0   | Omar Leon                   | KO     | 22 Aprile 2006    | 1 (6)  | Buenos Aires, Argentina            | |
| 13  | Vittoria  | 13–0   | Sergio Javier Benítez       | KO     | 11 Febbraio 2006  | 3 (10) | Rosario, Argentina                 | |
| 12  | Vittoria  | 12–0   | Rubén Darío Oliva           | KO     | 26 Novembre 2005  | 2 (10) | Buenos Aires, Argentina            | |
| 11  | Vittoria  | 11–0   | Marcelo Martin Miranda      | TKO    | 1 Ottobre 2005    | 3 (10) | Buenos Aires, Argentina            | |
| 10  | Vittoria  | 10–0   | Daniel Benito Carriqueo     | UD     | 6 Agosto 2005     | 6      | Neuquén, Argentina                 | |
| 9   | Vittoria  | 9–0    | Sergio Javier Benítez       | TKO    | 18 Giugno 2005    | 3 (6)  | Buenos Aires, Argentina            | |
| 8   | Vittoria  | 8–0    | Omar Leon                   | TKO    | 7 Maggio 2005     | 4 (10) | Centenario, Argentina              | |
| 7   | Vittoria  | 7–0    | Avelino Virgilio Silveira   | KO     | 26 Marzo 2005     | 1 (6)  | Buenos Aires, Argentina            | |
| 6   | Vittoria  | 6–0    | Adolfo Espinoza             | TKO    | 29 Gennaio 2005   | 1 (6)  | Quilmes, Argentina                 | |
| 5   | Vittoria  | 5–0    | Francisco Humberto Sanabria | RTD    | 18 Dicembre 2004  | 1 (4)  | Buenos Aires, Argentina            | |
| 4   | Vittoria  | 4–0    | Ramon Alberto Marquez       | TKO    | 23 Ottobre 2004   | 1 (4)  | Buenos Aires, Argentina            | |
| 3   | Vittoria  | 3–0    | Cristian Pablo Gastón Ruiz  | RTD    | 4 Settembre 2004  | 2 (6)  | Buenos Aires, Argentina            | |
| 2   | Vittoria  | 2–0    | Germán Omar Jesús Sánchez   | TKO    | 24 Luglio 2004    | 1 (4)  | Rosario, Argentina                 | |
| 1   | Vittoria  | 1–0    | Adán Basilio Mironchik      | KO     | 12 Giugno 2004    | 1 (4)  | Corrientes, Argentina              | |